# Domenico Rosati (politico)
Domenico Rosati (Vetralla, 5 febbraio 1929 – Roma, 14 ottobre 2024) è stato un politico, sindacalista e giornalista italiano, ottavo presidente nazionale delle ACLI e senatore per la Democrazia Cristiana.

## Biografia
Laureato all'Università di Roma in giurisprudenza, giornalista professionista, fin dagli anni cinquanta ha operato nelle ACLI, dapprima come direttore del periodico Azione Sociale, poi come membro del Consiglio di presidenza dal 1968. Nel 1972 diviene vice presidente, ed è presidente nazionale delle Acli dal 30 maggio 1976 al 12 maggio 1987.
La sua elezione a presidente nazionale avviene sulla base di un documento approvato all'unanimità dal Consiglio nazionale delle ACLI che impegna il movimento ad operare all'interno della comunità ecclesiale e conferma la scelta di classe ed anticapitalistica e in particolare la legittimità del pluralismo politico dei cattolici.
Sotto la sua presidenza si è quindi ristabilito un solido rapporto tra l'associazione e la gerarchia ecclesiastica, rapporto che si era molto attenuato all'inizio degli anni settanta, in seguito alla deplorazione di Paolo VI (19 giugno 1971). Rosati volle dare alle ACLI un'impronta di "movimento della società civile per la riforma della politica" che si caratterizzasse sui temi pace, lavoro e democrazia, non in contrapposizione ai partiti ma per la loro rigenerazione.
Nel 1983 promosse la marcia per la pace da Palermo a Ginevra contro la politica del riarmo atomico con i missili nella base di Comiso.
È stato senatore nella X legislatura, eletto come indipendente nelle liste della Democrazia Cristiana, dal 1987 al 1992.
Come commentatore sui fatti politici e del mondo cattolico ha collaborato con vari giornali e riviste, tra cui Avvenire, Il Mattino e più di recente, l'Unità.

## Opere
- La questione politica delle ACLI, Napoli, Edizioni Dehoniane, 1975, ISBN 88-396-0516-9.
- Dalla crisi un impegno di solidarietà, nel movimento operaio, per la ripresa del paese, verso una nuova qualità dello sviluppo. Relazione al 14. congresso nazionale delle Acli, Bologna 15-18 giugno 1978, 1978.
- L'incudine e la croce. Mezzo secolo di Acli, Edizioni Sonda, 1994, ISBN 88-7106-071-7.
- La fabbrica della speranza. Dino Penazzato, le Acli, la politica: una biografia tra memoria e futuro, Roma, Editoriale Aesse, 1995. (Biografia di Dino Penazzato)
- Biografia del centrosinistra: 1945-1995, Palermo, Sellerio editore, 1995, ISBN 88-389-1202-5.
- La profezia laica di Livio Labor. Apologia di un cristiano senza paura, Roma, Editoriale Aesse, 1999.
- Il laico esperimento. Lavoratori cristiani tra fedeltà e ricerca, 1976-1987, Roma, Edizioni dell'Università Popolare, 2006, ISBN 88-8421-132-8.
- I cattolici e la politica. Potere e servizio nello spazio pubblico, Bologna, Edizioni Dehoniane, 2015, ISBN 881096666X.